# Dimeria glabriuscula
Dimeria glabriuscula är en gräsart som beskrevs av Frederick Manson Bailey. Dimeria glabriuscula ingår i släktet Dimeria och familjen gräs. Inga underarter finns listade i Catalogue of Life.